# Eva Fredrika Bielke
Eva Fredrika Bielke, född 22 februari 1796 i Vists församling, Östergötlands län, död 9 mars 1863 i Stockholm, var en svensk grevinna och konstnär.

## Biografi
Eva Fredrika Bielke föddes 1796 på Sturefors slott i Vists församling. Hon var dotter till greve Gustaf Thure Bielke och Charlotta Catharina Hård af Segerstad. Bielke gifte sig 5 oktober 1820 på Tureholm i Trosa landsförsamling med kabinettskammarherren, greve Erik Johan Gabriel Oxenstierna af Korsholm och Wasa (1790–1843). De fick tillsammans barnen Sofia Albertina Charlotta Maria Gabriella Oxenstierna (1821–1864) och kabinettskammarherren Axel Ture Gabriel Oxenstierna (1823–1875).
Som konstnär målade hon porträtt och landskapsbilder.
Bielke avled 1863 i Stockholm.